# سرخرگ سینه‌ای‌سرشانه‌ای
سرخرگ سینه‌ای‌سرشانه‌ای یا شریان توراکو-اکرومیال (انگلیسی: Thoracoacromial artery) سرخرگ کوتاهی است که از سطح قدامی دومین قسمت سرخرگ زیربغلی (اگزیلاری) در خلف کناره فوقانی داخلی ماهیچه سینه‌ای کوچک (پکتورالیس مینور) جدا شده پس از این که این عضله را دور زد نیام ترقوه‌ای‌سینه‌ای (فاسیای کلاوی‌پکتورال) را سوراخ کرده و بلافاصله به چهار شاخه تقسیم می‌شود: سینه‌ای (پکتورال)، سرشانه‌ای (اکرومیال)، ترقوه‌ای (کلاویکولار) و دالی (دلتوئید). این شاخه‌ها به جدار قدامی زیر بغل (اگزیلا) و نواحی مربوطه خون‌رسانی می‌کنند.

## ساختار
| شاخه     | توصیف |
| -------- | --- |
| سینه‌ای   | میان دو ماهیچه سینه‌ای بزرگ و کوچک قرار می‌گیرد و به آن دو شاخه داده و غده پستان را تغذیه می‌کند و با بازپیوند به شاخه‌های میان‌دنده‌ای سرخرگ پستانی داخلی ختم می‌شود. |
| سرشانه‌ای | به طرف خارج رفته و از روی زائده غرابی و از زیر ماهیچه دالی می‌گذرد شاخه‌هایی به ماهیچه دالی داده و پس از عبور از دالی به زائده سرشانه‌ای می‌رسد و در انتها در تشکیل شبکه شریانی با شاخه‌هایی از سرخرگ بالاکتفی (سوپرااسکاپولار)، سینه‌ای‌سرشانه‌ای (توراکوآکرومیال) و سرخرگ پسین چرخشی بازو (سیرکومفلکس هومرال خلفی) شرکت می‌کند. |
| ترقوه‌ای  | از بین نیام ترقوه‌ای‌سینه‌ای و ماهیچه سینه‌ای بزرگ به سمت بالا و داخل رفته و به مفصل جناغی‌ترقوه‌ای (استرنوکلاویکولار) و ماهیچه زیرترقوه‌ای (ساب‌کلاویوس) شاخه می‌دهد. |
| دالی     | اغلب با شاخه سرشانه‌ای یک تنه دارند. پس از عبور از مثلث ترقوه‌ای‌سینه‌ای (کلاوی‌پکتورال) که در این ناحیه همراه سیاهرگ سری در ناودان دالی‌سینه‌ای (دلتوپکتورال) سیر می‌کند به ماهیچه سینه‌ای بزرگ و دالی و ساختمان‌های مجاور خون‌رسانی می‌کند.                                                                                        |